# Veľká Lehota
Veľká Lehota este o comună slovacă, aflată în districtul Žarnovica din regiunea Banská Bystrica. Localitatea se află la altitudinea de 650 m deasupra n.m., se întinde pe o suprafață de 18,61 km2 și în 2017 număra 1.090 de locuitori.

## Istoric
Localitatea Veľká Lehota este atestată documentar din 1355.

## Demografie
| An:                | 1994 | 2004   | 2014   | 2024    |
| ------------------ | ---- | ------ | ------ | ------- |
| Număr de persoane: | 1296 | 1253   | 1139   | 1009    |
| Diferență:         |      | −3,31% | −9,09% | −11,41% |

| An:                | 2023 | 2024   |
| ------------------ | ---- | ------ |
| Număr de persoane: | 1018 | 1009   |
| Diferență:         |      | −0,88% |